# Liebenau (Austria)
Liebenau è un comune austriaco di 2 082 abitanti nel distretto di Freistadt, in Alta Austria; ha lo status di comune mercato (Marktgemeinde).